# Кашинское княжество
Ка́шинское кня́жество — существовавшее в 1319—1426 годах удельное княжество в составе Тверского великого княжества (в 1375—1382 годах было независимо от Твери).

## История

### Предыстория
Древнейшим городом на территории позднейшего Кашинского княжества был Кснятин, основанный суздальским князем Юрием Долгоруким в 1135 году. Сам Кашин впервые упоминается в летописных источниках в 1238 году.
По поводу территориальной принадлежности кашинских земель в XIII веке встречаются различные мнения. Так, ряд историков вслед за Д. А. Корсаковым (который, в свою очередь, опирался на изыскания современных ему ярославских краеведов) полагали, что в XIII веке Кашин входил в состав Углицкого княжества, но данное мнение является ошибочным. Ещё А. В. Экземплярский установил несостоятельность и другого мнения, по которому Кашин первоначально входил во владения ростовских князей, а перешёл под власть Твери лишь в 1294 году, когда Михаил Ярославич Тверский женился на Анне, дочери Дмитрия Борисовича Ростовского.
Изучение источников (как летописных, так и нелетописных) позволило сделать вывод о том, что кашинские земли (включая Кснятин) в 1212—1238 годах входили в состав Переяславль-Залесского княжества, а затем — после того, как переяславский князь Ярослав Всеволодович получил владимирское великое княжение (1238 г.) — отошли к Великому княжеству Владимирскому. При образовании в 1247 году Тверского княжества Кашин и тянувшие к нему земли вошли в его состав.

### Образование удельного княжества
Образование Кашинского княжества относится к 1319 году. Тогда, в соответствии с духовной грамотой тверского князя Михаила Ярославича, убитого в 1318 году в Орде по приказу хана Узбека, территория Тверского княжества была поделена между его сыновьями: Тверь с прилегающими волостями была выделена старшему сыну Дмитрию, юго-западные районы (включая Зубцов, Старицу (Городок), Холм и Микулин) — Александру, южные районы (Клин с волостями) — Константину; а северо-восточные районы (Кашин с волостями) получил младший из сыновей — Василий Михайлович I.
По некоторым сведениям, Кашинский удел должен был получить не Василий, а Константин, но он был насильно задержан в Москве Юрием Даниловичем Московским, и Кашин достался Василию.

### Борьба за великокняжеский стол
Старшие братья Василия Михайловича — Дмитрий, Александр и Константин — в разное время занимали тверской великокняжеский стол. Когда третий из них, Константин, умер в 1345 году в Орде, Василий Михайлович, оставшийся старшим в роду, решил, что пришло его время. Однако ярлык на этот стол получил в 1346 году у хана Джанибека старший из Александровичей (сыновей Александра) — холмский князь Всеволод Александрович; он и стал новым тверским великим князем.
Василий Михайлович не желал уступать племяннику и, в свою очередь, сам получил в 1348 году от Джанибека ярлык на тверское великое княжение. Всеволод сопротивлялся, но в 1349 году тверскому епископу Феодору удалось примирить князей, и Всеволод уступил великокняжеский стол дяде.  
Заняв тверской стол, Василий Михайлович передал Кашинский удел сначала старшему сыну Василию, а после смерти последнего — младшему сыну Михаилу.
Отношения Василия Михайловича с Александровичами продолжали оставаться враждебными; впрочем, на время этот конфликт был урегулирован мирным соглашением 1360 года, по которому Василий Михайлович сохранял за собой тверской великокняжеский стол, а за Александровичами закреплялись части их отчины: за Всеволодом — Холм и Старица, за Михаилом — Микулин, а младшие братья (Владимир и Андрей) оставались вместе с матерью, княгиней Анастасией, в центре владений отца — Зубцове.
Однако во время эпидемии чумы 1364—1365 гг. умерли и княгиня Анастасия, и трое из братьев; если у Всеволода остались наследники, то удел Владимира и Андрея, став выморочным, отошёл к Михаилу Александровичу. Усилившись, он силой захватил в 1365 году тверской великокняжеский стол, а Василий Михайлович бежал в Кашин. В конце того же года Михаил Александрович получил по завещанию владения также скончавшегося от чумы Семёна Константиновича, владевшего половиной Клинского удела. 
Спор между Василием Михайловичем и Михаилом Александровичем за удел Семёна Константиновича вылился в большую войну с участием Дмитрия Московского на стороне Василия и литовского князя Ольгерда на стороне Михаила. Походы Ольгерда на Москву оказались неудачными, Михаилу пришлось рассчитывать только на свои силы, и в 1375 году ему пришлось отказаться от претензий на Кашин.

### Последние годы удельного княжества
В 1382 году, когда хан Тохтамыш признал великое княжение Владимирское наследственной собственностью московских князей, в качестве компенсации Твери он санкционировал её независимость от великого княжения. В то же самое время умер бездетным внук Василия Кашинского, и Кашин вернулся под власть теперь уже великого князя тверского.
В 1399 году по духовной грамоте Михаила Александровича Тверского Кашинское княжество получил в самостоятельный удел его сын Василий Михайлович III, также пытавшийся бороться со своим старшим братом Иваном тверским. После смерти Василия Михайловича Кашин вновь вернулся в состав Тверского княжества (1425).

## Князья Кашинские
Кашинский стол последовательно занимали:
- 1319—1348: Василий Михайлович I
- 1348—1362: Василий Васильевич
- 1362—1373: Михаил Васильевич
- 1373—1382: Василий Михайлович II
- 1382—1389: Александр Михайлович «Ордынец»
- 1389—1395: Борис Михайлович
- 1395—1426: Василий Михайлович III